# 16783 Бичков
16783 Бичков (16783 Bychkov) — астероїд головного поясу, відкритий 14 грудня 1996 року.
Тіссеранів параметр щодо Юпітера — 3,339.